# Wapen van Deventer

Wapen van Deventer

Het huidige wapen van de gemeente Deventer is bij Koninklijk Besluit op  13 juli 1921 aan de gemeente verleend. 

## Omschrijving
Het wapen wordt omschreven als: "in goud een adelaar van sabel, gebekt, getongd en gepoot van keel, het schild gedekt met de keizerlijke kroon van het heilige Roomsche Rijk en gehouden door twee geharnaste krijgslieden met sjerp van wit en rood, houdende in de andere hand een lans voorzien van een wimpel van wit en rood, aan de broekingzijde in beslag genomen, bij wijze van banier, door het wapen."
Sabel en keel zijn heraldische kleuren en staan voor respectievelijk zwart en rood. Voor goud kan ook geel worden gebruikt.

## Geschiedenis
Deventer was een vrije rijksstad en de adelaar op het wapen is vermoedelijk afgeleid van die van het Heilige Roomse Rijk. In 987 verleende Keizer Otto III de stad Deventer de adelaar als zegel. Hiervóór bestond het zegel uit drie torens. Dat het wapen al vóór 1250 aan de stad is verleend is zichtbaar aan het feit dat de adelaar eenkoppig is. Omstreeks het begin van de 17e eeuw komt de keizerskroon voor op het wapen op de stadszegels. De kroon op het huidige wapen is gebaseerd op een keizerskroon uit 1602, namelijk die van keizer Rudolf II.
In 1921 besloot de gemeente twee schildhouders aan het wapen toe te voegen. Deze geharnaste krijgslieden zijn afgeleid uit een publicatie van Jacobus Revius uit 1651.

## Eerdere wapens
Deventer heeft drie wapens gehad, die veel overeenkomsten hebben. Alle wapens hebben een zwarte adelaar op een gouden achtergrond en dragen de keizerskroon. De schildhouders zijn pas bij het derde wapen aan het schild toegevoegd.
Omschrijving van het eerste wapen, toegekend op 15 juli 1818: "Van goud, beladen met een zwarte arend, met roode pooten, hebbende op deszelfs kop een goude keizerlijke kroon. Het schild gedekt met een goude dergelijke kroon."
De arend keek naar links (van achter het schild vandaan gezien, dus voor de toeschouwer naar rechts). Dit is vrij ongebruikelijk en vanaf 1890 werd het wapen op dat punt aangepast.
Omschrijving van het tweede wapen, toegekend op 29 april 1890: "In goud een met de kop naar rechts gewenden adelaar van sabel, gekroond met den Keizerlijke Duitsche Rijkskroon, getongd en geklauwd van keel. Het schild gedekt met deszelfs Keizerlijke kroon."

## Keizerskroon
Slechts tien Nederlandse gemeentewapens dragen de keizerskroon. Alleen de kroon van Medemblik is in azuur (blauw). De overige negen: Amsterdam, Bolsward, Deventer, Hulst, Kampen, Middelburg, Nijmegen, Tiel en Zwolle zijn rood.
Binnen de gemeente Deventer ligt ook de plaats Diepenveen dat ook een eigen wapen heeft gevoerd. De adelaar in dat wapen draagt eveneens een keizerskroon.

Het wapen uit 1818 met een gouden keizerskroon.
Het wapen uit 1890.
Het wapen van Diepenveen